# Anne de Lusignan

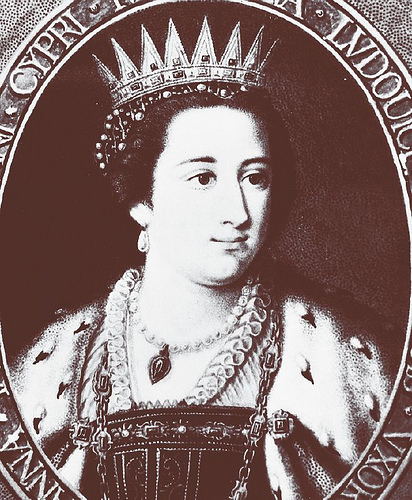
Anne de Lusignan

Anne de Lusignan (* 24. September 1418; † 11. November 1462 in Genf) entstammte der westfranzösischen, durch ihre Teilnahme an den Kreuzzügen bekannten Adelsfamilie Lusignan und war durch Heirat Herzogin von Savoyen.

## Leben
Anne de Lusignan war eine Tochter von Janus, König von Zypern sowie Titularkönig von Jerusalem und Armenien, und seiner zweiten Gemahlin Charlotte de Bourbon. König Janus unterhielt gute Beziehungen mit dem Herzog Amadeus VIII. von Savoyen (dem späteren Gegenpapst Felix V.) und wollte sie durch eine Heiratsverbindung seiner Tochter Anne mit Amadeus’ ältestem lebenden Sohn Amadeus, Prinz von Piemont und Titularprinz von Achaia, weiter vertiefen. So wurde am 9. August 1431 ein Ehekontrakt zwischen Anne und Amadeus unterschrieben; jedoch starb Annes Bräutigam bereits am 17. August 1431. Daraufhin kam am 1. Januar 1432 ein Vertrag über die Verheiratung Annes mit Ludwig, einem jüngeren Sohn Herzog Amadeus’ VIII., zustande. Die junge Braut, die von Olivier de la Marche als eine der schönsten damaligen Prinzessinnen beschrieben wurde, erhielt eine Mitgift von 100.000 venezianischen Golddukaten sowie von ihrem Schwiegervater ein Wittum von 10.000 Écus. Die Hochzeit des Paars fand am 12. Februar 1434 unter großer Prachtentfaltung in Chambéry statt.
Bereits im November 1434 übergab Amadeus VIII. seinem Sohn Ludwig die Regierungsgeschäfte in Savoyen und trat nach seiner 1439 erfolgten Wahl zum Gegenpapst gänzlich als Herzog zurück. Ludwig interessierte sich mehr für Dichtkunst als für Politik, war seiner schönen, aber launenhaften und verschwenderischen Gattin sehr ergeben und überließ ihr allmählich einen großen Anteil an der Herrschaftsausübung. Am 5. Oktober 1442 übereignete er ihr einige Schlösser, Burggrafschaften sowie die Gerichtsbarkeit von Thonon und Allinges.
Anne bevorzugte sehr ihre zypriotischen Landsleute, die mit ihr nach Savoyen gekommen waren, und verschaffte ihnen hohe Ämter sowie finanzielle Zuwendungen aus staatlichen Einkünften. Dies rief in Savoyen große Unzufriedenheit hervor. Es kam zu fortwährenden Machtkämpfen zwischen Günstlingen der stolzen und ehrgeizigen Herzogin und savoyardischen Adligen. 1446 wurde der Kanzler Guillaume de Bolomier, Herr von Villars, der sich den Hass einiger Großer des Landes zugezogen hatte, unter der Beschuldigung, Veruntreuungen begangen zu haben, verurteilt und mit einem um seinen Hals gebundenen schweren Stein in den Genfersee geworfen, sodass er ertrank. Im gleichen Jahr konspirierten Jacques de Montbel und einige Gesinnungsgenossen gegen Annes engen Berater Jean de Compey, Herrn von Thorens, auf den am 29. August 1446 ein misslungenes Attentat verübt wurde.
Anne und ihr Gemahl bekamen zahlreiche Nachkommenschaft (s. u.). Ihr ältester Sohn, Amadeus (IX.), wurde Thronfolger. Der Dauphin Ludwig (XI.) heiratete am 9. März 1451 gegen den Willen seines Vaters Karl VII.  Annes Tochter Charlotte. Um einen Krieg mit Frankreich zu vermeiden, musste sich Ludwig von Savoyen mit König Karl VII. am 27. Oktober 1452 im Vertrag von Forez einigen. Des Weiteren vermählte der savoyardische Herzog unter dem Druck seiner Frau seinen zweiten Sohn, Graf Ludwig von Genf, am 7. Oktober 1459 mit der zypriotischen Königin Charlotte. Doch wurde der Thronanspruch des Paars von Charlottes unehelichem Halbbruder Jakob II. bestritten. In der Folge leisteten savoyardische Truppen auf Annes Verlangen hin dem zypriotischen Königspaar Militärhilfe, das dennoch von Jakob II. vertrieben wurde.
Ein weiterer Sohn Annes, Philipp Ohneland, Graf von Bresse, stellte sich gegen seine Eltern und seinen älteren Bruder Amadeus. Er stand an der Spitze einer savoyardischen Partei, denen die außerordentliche Begünstigung der Zyprer und einiger Favoriten der herrschsüchtigen Herzogin ein Dorn im Auge war. Im Oktober 1462 behielt Philipp vorläufig die Oberhand und zog in Genf ein, wohin sich seine Eltern zurückgezogen hatten, die seinen Forderungen nachgeben und ihn freundlich empfangen mussten. Vielleicht trug der Gram über das ungehorsame Verhalten ihres Sohns dazu bei, dass Anne bald darauf, am 11. September 1462, vor ihrem Gatten im Alter von 44 Jahren starb. Wie damals üblich, wurde sie im Franziskanergewand in der Kapelle der Minoritenkirche von Genf, die sie gegründet hatte, beigesetzt. Sie hatte u. a. auch die Dominikanerkirche in Chambéry sowie Klöster in Nizza und Turin gegründet.

## Nachkommen
Anne de Lusignan und Herzog Ludwig von Savoyen hatten 19 Kinder, von denen sechs im Kleinkindalter starben:
- Amadeus IX. der Glückliche (* 1. Februar 1435; † 30. März 1472), Herzog von Savoyen etc.
- Ludwig der Jüngere (* 5. Juni 1436; † August 1482), Graf von Genf und König von Zypern
- Maria (* März 1437; † 1. oder 2. Dezember  1437)
- Johann (* um 1437; † 1440), Graf von Genf, Baron von Faucigny und Beaufort
- Philipp II. Ohneland (* 5. Februar 1438; † 7. November 1497), Herzog von Savoyen etc.
- Margarete (* April 1439;  † 9. März 1484[2])

1. ⚭ 1458 Johann IV. (1413–1464), Markgraf von Montferrat,
2. ⚭ 1466 Peter II. von Luxemburg (1440–1482), Graf von Saint-Pol.

- Peter (* etwa 2. Februar 1440; † 21. Oktober 1458), Bischof von Genf, Erzbischof von Tarentaise
- Janus (* 8. November 1440; † 22. Dezember 1491), Graf von Faucigny, Gouverneur von Nizza
- Charlotte (* 11. November 1441; † 1. Dezember 1483) ⚭ 1451 Ludwig XI. (1423–1483), König von Frankreich
- Aimon (* vor 1. November 1442; † Ende März 1443)
- Jakob († 20. Juni 1445)
- Agnes (* Oktober 1445; † 15. März 1508) ⚭ 1466 François I. d’Orléans-Longueville (1447–1491), Graf von Dunois und Longueville (Haus Orléans-Longueville)
- Johann Ludwig (* 16. Februar 1447; † 7. Juli 1482), Erzbischof von Tarentaise und Bischof von Genf
- Maria (* 20. März 1448; † 1475), ⚭ 1466 Ludwig von Luxemburg (1418–1475), Graf von Saint-Pol und Ligny.
- Bonne (* 10. August 1449; † 17. November 1503), ⚭ 1468 Galeazzo Maria Sforza (1444–1476), Herzog von Mailand
- Jakob (* 12. November 1450; † 30. Januar 1486), Graf von Romont, Seigneur de Vaud
- Anna (* September 1452; † 1. Oktober 1452)
- Franz (* 1454; † 3. Oktober 1490) Bischof von Genf, Erzbischof von Auch
- Johanna († jung)